# 纳坦·瑟德布卢姆

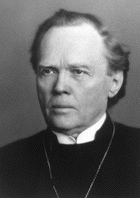
纳坦·瑟德布卢姆

拉尔斯·奥洛夫·约纳坦·瑟德布卢姆（瑞典語：Lars Olof Jonathan Söderblom，又称纳坦·瑟德布卢姆，1866年1月15日—1931年7月12日），瑞典牧师，瑞典教会乌普萨拉大主教，1930年因倡导世界基督教会间的团结而获得诺贝尔和平奖。